# Nicolas-Gabriel Dupuis
Pour les articles homonymes, voir Dupuis (homonymie).
Nicolas-Gabriel Dupuis est un graveur français, considéré comme l'un des grands maîtres de la gravure de son temps[Par qui ?] né à Paris en 1698, et mort dans la même ville le 26 mars 1771). 
Il signe parfois "Dupuis le Jeune" ou "Dupuis Junior" pour se distinguer de son frère aîné, le graveur Charles Dupuis.

## Biographie

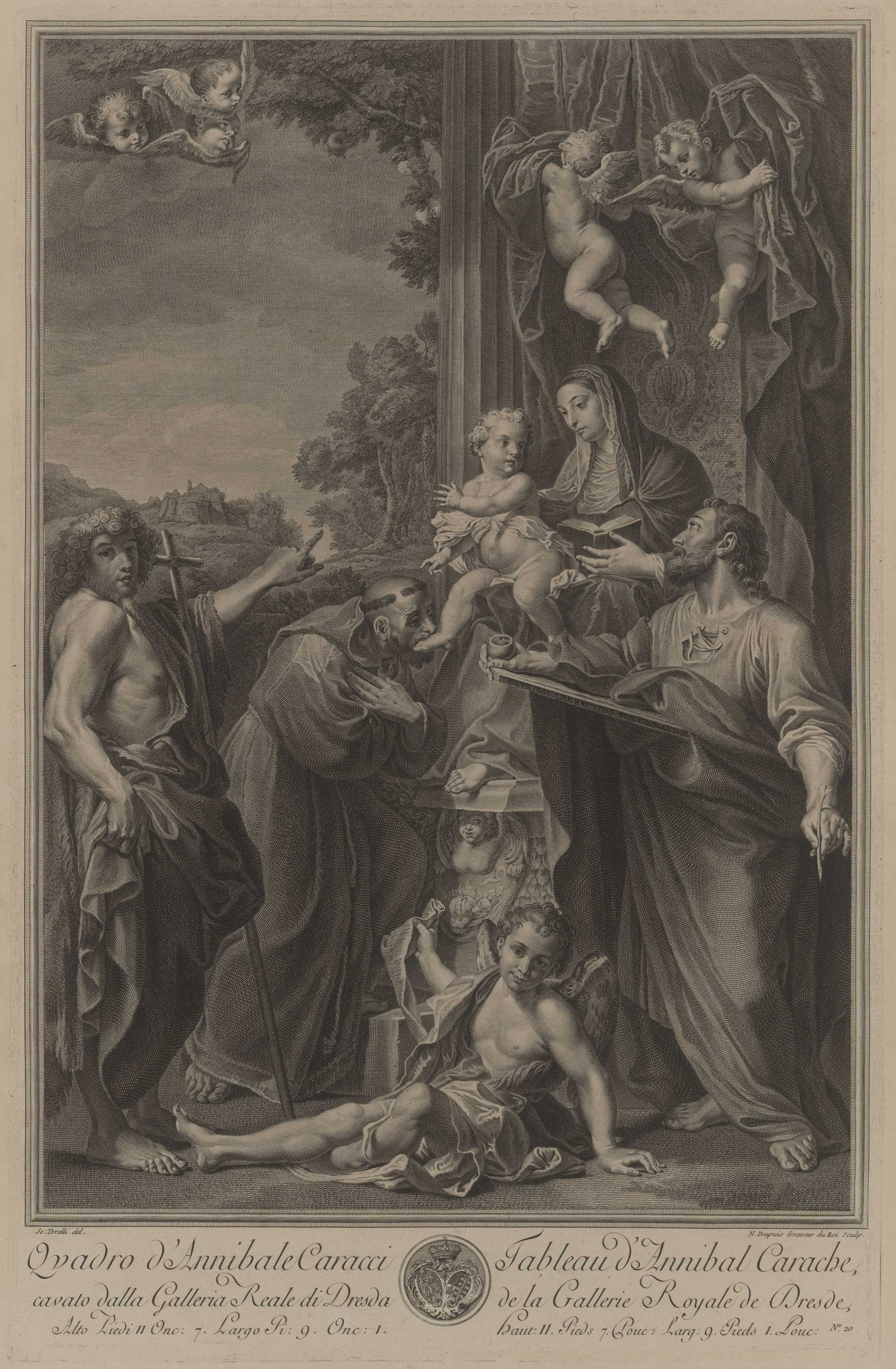
La Vierge et l'Enfant Jésus, d'après Annibal Carrache (taille-douce, 1750, Gemäldegalerie Alte Meister).

Dupuis et son frère ont été formés par le même maître, Gaspard Duchange. Ce dernier lui offrit sa fille en mariage. Dupuis accomplit un voyage en Angleterre pour parfaire sa formation, la vogue du style rococo permettant aux jeunes artistes français d'être bien accueillis à Londres avant 1746.
Il est agréé par l'Académie royale le 24 avril 1751, il est reçu trois ans plus tard, le 28 juin 1754, avec le portrait de Charles François Paul Le Normant de Tournehem gravé d'après le tableau peint par Louis Tocqué.
Il eut comme élèves le prolifique graveur Louis Michel Halbou, Charles-François-Adrien Macret, mais aussi les Espagnols Manuel Salvador Carmona (1734-1820) et Pedro Pascual Moles (1741-1775).
Il est mentionné dans la légende du frontispice à l'édition complète des Fables de La Fontaine de Saillant et Desaint (1755-1759), comme exécutant au burin le dessin de Jean-Baptiste Oudry, ainsi que quelques autres, que retraduira Cochin fils à l'eau forte.

## Œuvres
- La Henriade de Voltaire, Londres, 1728, frontispice du chant sixième, d'après Jean-François de Troy
- L'école de cavalerie de François Robichon de La Guérinière, in-folio, 1733, Portrait de Paul-Hippolyte de Beauvilliers, duc de Saint-Aignan.
- Énée sauvant son père de l'incendie de Troie, d'après Carle Vanloo [2]
- L'Adoration des rois, d'après Paul Véronèse
- La Vierge et l'Enfant Jésus, d'après Annibal Carrache

## Élèves
- Claude-Donat Jardinier